# Liste der Naturdenkmale im Bezirk Charlottenburg-Wilmersdorf
Die Liste der Naturdenkmale im Bezirk Charlottenburg-Wilmersdorf nennt die im Berliner Bezirk Charlottenburg-Wilmersdorf ausgewiesenen Naturdenkmale.

## Bäume
| Nr.                               | Bezeichnung            | Lage                                                                       | Beschreibung                 | Schutzzweck                       | Bild                          |
| --------------------------------- | ---------------------- | -------------------------------------------------------------------------- | ---------------------------- | --------------------------------- | ----------------------------- |
| 4-1/B Wikidata                    | Platane                | Hüttigpfad, Gedenkstätte Plötzensee (Standort)                             | Platanus x hispanica Münchh. | Schönheit                         | mehr Fotos \| Fotos hochladen |
| 4-2/B Wikidata                    | Stieleiche             | Fürstenbrunner Weg 30 (Standort)                                           | Quercus robur                | Schönheit                         | mehr Fotos \| Fotos hochladen |
| 4-3/B Wikidata                    | Stieleiche             | Goebelstraße 94 (Standort)                                                 | Quercus robur                | Schönheit                         | mehr Fotos \| Fotos hochladen |
| 4-5/B Wikidata                    | Stieleiche             | Goebelstraße 70 (Standort)                                                 | Quercus robur                | Schönheit                         | mehr Fotos \| Fotos hochladen |
| 4-6/B Wikidata                    | Traubeneiche           | Olympischer Platz 3, Olympiastadion Berlin (Standort)                      | Quercus petraea              | Schönheit                         | mehr Fotos \| Fotos hochladen |
| 4-8/B Wikidata                    | Stieleiche             | hinter Am Rupenhorn 3c (Standort)                                          | Quercus robur                | Schönheit                         | mehr Fotos \| Fotos hochladen |
| 4-9/B Wikidata                    | Sumpfzypresse          | Spandauer Damm 20–24, Schlossgarten Charlottenburg (Standort)              | Taxodium distichum           | Schönheit, landeskundliche Gründe | mehr Fotos \| Fotos hochladen |
| 4-10/B-2 Baumnummer 618 Wikidata  | Stieleiche             | Spandauer Damm 218, Schloßpark Ruhwald (Standort)                          | Quercus robur                | Schönheit                         | mehr Fotos \| Fotos hochladen |
| 4-11/B Wikidata                   | Stieleiche             | Charlottenburger Chaussee 3, U-Bahnhof Ruhleben (Standort)                 | Quercus robur                | Schönheit                         | mehr Fotos \| Fotos hochladen |
| 4-12/B Wikidata                   | Hängebuche             | Ulmenallee 4 (Standort)                                                    | Fagus sylvatica 'Pendula'    | Schönheit                         | mehr Fotos \| Fotos hochladen |
| 4-14/B Baumnummer 58 Wikidata     | Platane                | Savignyplatz 5 (Standort)                                                  | Platanus x hispanica         | Landeskundliche Gründe            | mehr Fotos \| Fotos hochladen |
| 4-15/B-1 Wikidata                 | Platane                | Savignyplatz (Standort)                                                    | Platanus x hispanica         |                                   | mehr Fotos \| Fotos hochladen |
| 4-15/B-2 Wikidata                 | Platane                | Savignyplatz (Standort)                                                    | Platanus x hispanica         |                                   | mehr Fotos \| Fotos hochladen |
| 4-16/B Baumnummer 980602 Wikidata | Blutbuche              | Fasanenstraße 23 (Standort)                                                | Fagus sylvatica 'Purpurea'   | Schönheit                         | mehr Fotos \| Fotos hochladen |
| 4-17/B Wikidata                   | Traubeneiche           | Grunewald, Jagen 117 / Havelchaussee 72 (Standort)                         | Quercus petraea              | Schönheit                         | mehr Fotos \| Fotos hochladen |
| 4-18/B Wikidata                   | Traubeneiche           | Grunewald, Jagen 23 / Hüttenweg 90 (Standort)                              | Quercus petraea              | Schönheit                         | mehr Fotos \| Fotos hochladen |
| 4-19/B-1 Baumnummer 25 Wikidata   | Fächerblattbaum        | Bundesallee 1–12, vor dem Universität der Künste Berlin Gebäude (Standort) | Ginkgo biloba                | Schönheit, Seltenheit             | mehr Fotos \| Fotos hochladen |
| 4-19/B-2 Baumnummer 26 Wikidata   | Fächerblattbaum        | Bundesallee 1–12, vor dem Universität der Künste Berlin Gebäude (Standort) | Ginkgo biloba                | Schönheit, Seltenheit             | mehr Fotos \| Fotos hochladen |
| 4-21/B Baumnummer 4 Wikidata      | Blutbuche              | Wallotstraße 17a (Standort)                                                | Fagus sylvatica 'Purpurea'   | Schönheit                         | mehr Fotos \| Fotos hochladen |
| 4-23/B Wikidata                   | Blutbuche              | Wallotstraße 22 / Koenigsallee 21 (Standort)                               | Fagus sylvatica Purpurea     | Schönheit                         | mehr Fotos \| Fotos hochladen |
| 4-24/B Wikidata                   | Blutbuche              | Koenigsallee 43–45 (Standort)                                              | Fagus sylvatica Purpurea     | Schönheit                         | mehr Fotos \| Fotos hochladen |
| 4-25/B (neu) Wikidata             | Kaukasische Flügelnuss | Lietzensee, nördlicher Teil, Ostufer, auf Höhe Lietzenseeufer 5 (Standort) | Pterocarya fraxinifolia      |                                   | mehr Fotos \| Fotos hochladen |
| 4-26/B Wikidata                   | Platane                | Lietzensee, nördlicher Teil, Westufer, auf Höhe Wundtstraße 56 (Standort)  | Platanus x hispanica         |                                   | mehr Fotos \| Fotos hochladen |
| 4-27/B Wikidata                   | Flatter-Ulme           | Park Schloss Charlottenburg, südöstliche Ecke Karpfenteich (Standort)      | Ulmus laevis                 |                                   | mehr Fotos \| Fotos hochladen |
| 4-28/B Wikidata                   | Echte Mispel           | Schloss Charlottenburg, am Westflügel des Schlosses (Standort)             | Mespilus germanica           |                                   | mehr Fotos \| Fotos hochladen |
| 4-29/B Wikidata                   | Kirschpflaume          | Schloss Charlottenburg, am Westflügel des Schlosses (Standort)             | Prunus cerasifera            |                                   | mehr Fotos \| Fotos hochladen |
| 4-30/B Wikidata                   | Gewöhnliche Eibe       | Johannaplatz, südlicher Teil (Standort)                                    | Taxus baccata                |                                   | mehr Fotos \| Fotos hochladen |
| 4-31/B Wikidata                   | Gewöhnliche Eibe       | Johannaplatz, nördlicher Teil (Standort)                                   | Taxus baccata                |                                   | mehr Fotos \| Fotos hochladen |
| 4-32/B Wikidata                   | Stiel-Eiche            | Volkspark Jungfernheide, nordöstlich des Wasserturms (Standort)            | Quercus robur                |                                   | mehr Fotos \| Fotos hochladen |
| 4-33/B Wikidata                   | Kanadische Pappel      | Heckerdamm 289G (Standort)                                                 | Populus × canadensis         |                                   | mehr Fotos \| Fotos hochladen |
| 4-34/B Wikidata                   | Kanadische Pappel      | Göbenstraße 58 (Standort)                                                  | Populus × canadensis         |                                   | mehr Fotos \| Fotos hochladen |
| 4-35/B Wikidata                   | Stiel-Eiche            | Grunewald, ca. 650 m nördlich des Grunewaldturms (Standort)                | Quercus robur                |                                   | mehr Fotos \| Fotos hochladen |
| 4-36/B Wikidata                   | Gewöhnliche Kiefer     | Grunewald, ca. 350 m nördlich des Grunewaldturms (Standort)                | Pinus sylvestris             |                                   | mehr Fotos \| Fotos hochladen |
| 4-37/B Wikidata                   | Gewöhnliche Kiefer     | Grunewald, ca. 350 m nördlich des Grunewaldturms (Standort)                | Pinus sylvestris             |                                   | mehr Fotos \| Fotos hochladen |
| 4-38/B Wikidata                   | Stiel-Eiche            | Grunewald, Teltower Weg, südwestlich von Königsweg 20 (Standort)           | Quercus robur                |                                   | mehr Fotos \| Fotos hochladen |
| 4-39/B Wikidata                   | Stiel-Eiche            | Eingang Ökowerk Teufelsseechausse 22 (Standort)                            | Quercus robur                |                                   | mehr Fotos \| Fotos hochladen |
| 4-41/B Wikidata                   | Gewöhnliche Kiefer     | Grunewald, nordöstlich des Pechsees, im NSG Barssee und Pechsee (Standort) | Pinus sylvestris             |                                   | mehr Fotos \| Fotos hochladen |

## Findlinge
Die in Berlin als Naturdenkmal geführten Findlinge sind in der Regel erratische Blöcke mit einem Volumen von mindestens einem Kubikmeter und somit eine Masse von mehreren Tonnen.
| Nr.             | Bezeichnung                     | Lage                                        | Beschreibung                                                                                     | Schutzzweck                | Bild                          |
| --------------- | ------------------------------- | ------------------------------------------- | ------------------------------------------------------------------------------------------------ | -------------------------- | ----------------------------- |
| 4-1/F Wikidata  | gegenüber vom Lietzenseeufer 2a | Lietzensee (Standort)                       | 230 × 210 × 80 cm                                                                                | naturgeschichtliche Gründe | mehr Fotos \| Fotos hochladen |
| 4-2/F Wikidata  | Sömmeringstr. 1                 | Österreich-Park (Standort)                  | 230 × 190 × 100 cm                                                                               | naturgeschichtliche Gründe | mehr Fotos \| Fotos hochladen |
| 4-3/F Wikidata  | Savignyplatz 3                  | Savignyplatz (Standort)                     | 170 × 140 × 80 cm                                                                                | naturgeschichtliche Gründe | mehr Fotos \| Fotos hochladen |
| 4-4/F Wikidata  | Spandauer Damm 20–24            | vor dem Schloss Charlottenburg (Standort)   | 180 × 140 × 100 cm                                                                               | naturgeschichtliche Gründe | mehr Fotos \| Fotos hochladen |
| 4-5/F Wikidata  | Hempelsteig 1                   | südlich. vom U-Bahnhof Ruhleben (Standort)  | 150 × 145 × 75 cm, Braunkohlenquarzit / miozäner Sandstein, lag bis 1968 in der Murellenschlucht | naturgeschichtliche Gründe | mehr Fotos \| Fotos hochladen |
| 4-6/F Wikidata  | Glockenturmstr. 14              | Murellenschlucht (Standort)                 | 3 Findlinge                                                                                      | naturgeschichtliche Gründe | mehr Fotos \| Fotos hochladen |
| 4-7/F Wikidata  | Waldmeisterstr. 9               | Ausgang Robert-Stolz-Anlage (Standort)      | 2 Findlinge, Granodiorit                                                                         | naturgeschichtliche Gründe | mehr Fotos \| Fotos hochladen |
| 4-8/F Wikidata  | Eichhörnchensteig 3             | Forst Grunewald, im Jagen 10 (Standort)     | 180 × 120 × 85 cm                                                                                | naturgeschichtliche Gründe | mehr Fotos \| Fotos hochladen |
| 4-9/F Wikidata  | Koenigsallee 82                 | vor dem Forstamt Grunewald (Standort)       | 5 Findlinge                                                                                      | naturgeschichtliche Gründe | mehr Fotos \| Fotos hochladen |
| 4-10/F Wikidata | Eichkampstr. 166                | vor der Revierförsterei Eichkamp (Standort) | 275 × 160 × 220 cm                                                                               | naturgeschichtliche Gründe | mehr Fotos \| Fotos hochladen |

## Ehemalige Naturdenkmale
| Nr.                                 | Bezeichnung             | Lage                                                | Beschreibung                                                           | Schutzzweck                       | Bild                                    |
| ----------------------------------- | ----------------------- | --------------------------------------------------- | ---------------------------------------------------------------------- | --------------------------------- | --------------------------------------- |
| 4-4/B Wikidata                      | Stieleiche              | Goebelstraße 58 (Standort)                          | Quercus robur; bei Neuausweisung 2021 nicht mehr gelistet              | Schönheit                         | mehr Fotos \| Fotos hochladen           |
| 4-7/B Wikidata                      | Stieleiche              | Heerstraße Ecke Scholzplatz ()                      | Quercus robur; bei Neuausweisung 2021 nicht mehr gelistet              |                                   | Direkt Bild zu diesem Denkmal hochladen |
| ND-4-10/B Wikidata                  | Mehrstämmige Blut-Buche | Schlosspark Ruhwald (Standort)                      | Fagus sylvatica; bei Neuausweisung 2021 nicht mehr gelistet            |                                   | Direkt Bild zu diesem Denkmal hochladen |
| 4-13/B Wikidata                     | Rot-Buche               | Ruhwaldpark ()                                      | Fagus sylvatica; bei Neuausweisung 2021 nicht mehr gelistet            |                                   | Direkt Bild zu diesem Denkmal hochladen |
| 4-20/B Baumnummer 11 Wikidata       | Blutbuche               | Koenigsallee 27a (Standort)                         | Fagus sylvatica 'Purpurea'; bei Neuausweisung 2021 nicht mehr gelistet | Schönheit                         | mehr Fotos \| Fotos hochladen           |
| 4-21/B Baumnummer 2 Wikidata        | Sommerlinde             | Wallotstraße 17a (Standort)                         | Tilia platyphyllos; bei Neuausweisung 2021 nicht mehr gelistet         | Schönheit                         | mehr Fotos \| Fotos hochladen           |
| 4-21/B Wikidata                     | Balkan-Rosskastanie     | Wallotstraße 17a (Standort)                         | Aesculus hippocastanum; bei Neuausweisung 2021 nicht mehr gelistet     |                                   | Direkt Bild zu diesem Denkmal hochladen |
| 4-22/B Baumnummer 14 Wikidata       | Eibe                    | Wallotstraße 17a (Standort)                         | Taxus baccata; bei Neuausweisung 2021 nicht mehr gelistet              | Schönheit, Seltenheit             | mehr Fotos \| Fotos hochladen           |
| 4-25/B (alt) Baumnummer 10 Wikidata | Platane                 | Bundesallee 12a Gerhart-Hauptmann-Anlage (Standort) | Platanus x hispanica; bei Neuausweisung 2021 nicht mehr gelistet       | Schönheit, landeskundliche Gründe | mehr Fotos \| Fotos hochladen           |
| 4-26/B (alt) Baumnummer 46 Wikidata | Platane                 | Güntzelstr. 18 / Trautenaustr. 13 (Standort)        | Platanus x hispanica; bei Neuausweisung 2021 nicht mehr gelistet       | Schönheit                         | Fotos hochladen                         |
| 4-40/B Wikidata                     | Rotbuche                | Eichenallee 6 (Standort)                            | Fagus sylvatica; zwischen April 2023 und April 2024 gefällt            |                                   | Direkt Bild zu diesem Denkmal hochladen |